# На прицеле ваш мозг
«На прицеле ваш мозг» — советский документальный и научно-популярный фильм 1985 года о методах манипуляции сознанием. Последний фильм режиссёра Феликса Соболева, закончен после его смерти Виктором Олендером.

## Сюжет
Фильм посвящён описанию различных методик манипуляции массовым сознанием. Фильм состоит из нескольких отдельных эпизодов:
| Название эпизода                                                     | Продолжительность     | Описание |
| -------------------------------------------------------------------- | --------------------- | --- |
| —                                                                    | 5 мин. (0:00 — 0:05)  | Вводная часть, в которой поясняется содержание фильма. |
| Производство иллюзий. Опыт                                           | 7 мин. (0:05 — 0:12)  | Эпизод в формате лекции, которую читает доктор философских наук, профессор О. А. Феофанов. Он рассказывает о рекламе, как методе массового воздействия. Цитирует книгу фантаста Герберта Франке «Манипулируемый человек» (1964), книгу Клайда Р. Миллера «Процесс внушения» («The Process of Persuasion», 1946), работы американского историка Дэниэла Бурстина. Объясняет, как при помощи рекламы возможно формировать привычки, представления и вкусы, а также соответствующие мысли и системы ценностей. |
| …Не только товары, или как выбрать лучший сорт… президента           | 11 мин. (0:12 — 0:23) | Рассказ о технологиях политической рекламы, методах создания позитивного имиджа политика. Рассматриваются избирательные кампании президентов США Д. Эйзенхауэра, Дж. Кеннеди, Р. Никсона и Р. Рейгана. Цитируется книга Джо Макгинниса «Как продать президента» (англ. Joe McGinniss, The Selling of the President, 1968). |
| Из истории военно-политической косметики                             | 5 мин. (0:23 — 0:28)  | Эпизод о военно-политической пропаганде, информационных войнах. Демонстрируется как при помощи замены военных терминов на эвфемизмы можно изменить отношение населения к происходящему на фронте. |
| Героин, похлёбка для госпожи Хэклер и «блистательные имиджи» Америки | 6 мин. (0:28 — 0:34)  | Эпизод о наркотиках, наркомании и преступности в США. |
| Пять миллиардов на обработку сознания                                | 6 мин. (0:34 — 0:40)  | Эпизод об Информационном агентстве США (USIA). |
| Задушевная дезинформация                                             | 7 мин. (0:40 — 0:47)  | Эпизод о радиостанции «Голос Америки» в формате лекции журналиста-международника В. Артемова. |
| В поисках «идеальной модели», или рецепты на завтра                  | 6 мин. (0:47 — 0:53)  | Рассказ о нейрофизиологических способах непосредственного воздействия на мозг и психику человека. Зрителя знакомят с проектом ЦРУ «МК-Ультра». Кроме того, рассказывается о психохирургии, а также описываются эксперименты испанского нейрофизиолога Хосе Дельгадо по электростимуляции головного мозга, которые он описал в своей книге «Мозг и сознание». Приводятся кадры экспериментов по химическому программированию поведения, которые проводились над военнослужащими. Цитируется футуролог Герман Кан: «Химические препараты дадут возможность уже к 2000 году осуществлять контроль над массами людей через воду, пищу, воздух». |
| Помните!                                                             | 3 мин. (0:53 — 0:56)  | Рассказывается о формировании негативного образа СССР, советской угрозы, советского образа жизни. Зрителей призывают использовать разум для борьбы с пропагандой. |

## Съёмочная группа
Состав съёмочной группы:
- Автор сценария: В. Барсук
- Режиссёры: Ф. Соболев [фамилия в титрах указана в чёрной рамке], В. Олендер
- Операторы: А. Лозинский, Э. Губский
- Редакторы: В. Задумин, В. Артамонов
- Звукооператор: В. Щиголь
- Консультанты: С. Гавриш, К. Высоцкий, В. Пономарёв
- Художники: Е. Блават, С. Старов
- Монтажёр: Н. Соболева
- Музыкальное оформление: Ю. Лазаревская
- Ассистенты режиссёра: И. Вильховая, О. Драгаев, Е. Артеменко
- Ассистенты оператора: А. Опришко, А. Верник, И. Иванов, Ю. Михайлик
- Комментаторы: проф. О. Феофанов[8], журналист-международник В. Артемов[9].
- Диктор: М. Волков[10] [не указан в титрах].

## Награды
- 1986 — XIX Всесоюзный кинофестиваль в Алма-Ате: Главный приз в номинации «Научно-популярный фильм»[11].

## История создания фильма
Согласно кинокритику Виктору Матизену, в начале 1980-х годов Феликс Соболев должен был получить звание народного артиста СССР, но на партсобрании студии «Киевнаучфильм» коллектив выступил против режиссёра. Звания ему не дали и он решил, что попал в опалу. Однако, когда к нему, как режиссёру-кинодокументалисту, который разбирается в психологии, обратились представители власти с предложением снять фильм-разоблачение о методиках манипулирования массовым сознанием в США, он согласился. Виктор Матизен высказывает три гипотезы, почему он пошёл на это. Согласно одной из них, он это сделал, так как «маячило звание народного артиста и светил путь наверх, а художники честолюбивы и тщеславны», согласно другой версии, Феликс Соболев, берясь за этот заказ, «рассчитывал, что ему, как Михаилу Ромму в „Обыкновенном фашизме“, удастся прямым разоблачением младшего брата косвенно разоблачить старшего», и, наконец, была высказана третья версия, что Соболев «сам стал исповедовать орвелловский тезис о том, что ложь есть правда». Киновед Е. П. Загданский писал, что решение снять фильм Ф. Соболев принял в тот момент, «когда он почувствовал, что владеет информацией, интересной для всех».
Фильм должен был сниматься под кураторством КГБ СССР. Предполагалось даже, что в фильме должны быть расставлены определённые акценты. Например, что Виктор Некрасов — враг народа. Это смутило многих соратников Соболева. Так, например, Светлана Нови — оператор, с которой Соболев снимал ряд своих фильмов, отказалась принимать участие в съёмках. От съёмок картины первоначально отказался также ученик Соболева Виктор Олендер, но Соболеву позже удалось уговорить его принять участие в производстве картины.
Конкретного сценария будущего фильма у Феликса Соболева первоначально не было. Согласно Виктору Олендеру, в 1984 году Феликс Соболев, незадолго до смерти, находясь в больнице, увидел у соседа по палате книгу, под названием «США. Реклама и политика», которая была посвящена различным методикам манипулирования массовым сознанием в США. Книга произвела на него такое впечатление, что он решил снимать фильм, основываясь на ней.
В апреле 1984 года Феликс Соболев умер, так и не приступив к съёмкам. Работу предложили продолжить Олендеру, который, однако, от этого отказался, но позже (после начала перестройки) согласился и завершил картину. Последним кадром фильма В. Олендер поставил портрет Феликса Соболева.
В 1998 году Виктор Олендер снял 10-серийный документальный фильм «Феликс Соболев. Прерванная миссия» о творчестве своего учителя, в котором также рассказал о съёмках фильма «На прицеле ваш мозг». Фильм был показан на украинском телеканале 1+1.

## Критические отзывы
В сборнике «Идеологическая борьба», изданном в 1987 году, фильм относили к лучшим произведениям советской кинопублицистики и кинодокументалистики:

Опыт свидетельствует об огромном идеологическом воздействии лучших произведений кинопублицистики и кинодокументалистики («Обыкновенный фашизм», «Заговор против Страны Советов», «Сионизм перед судом истории», «На прицеле ваш мозг» и др.). Набор таких фильмов у нас пока не богат, но и то, что имеется, лишь эпизодически демонстрируется на экранах кинотеатров, клубов, Домов культуры.
Советский и российский киновед Семён Фрейлих в своём учебнике по курсу «Теория киноискусства» упоминает данный фильм Соболева, называя его «Правда о большой лжи», который относит к неудачным картинам:

Обращаясь к теме, которую условно можно было бы назвать механикой общества, он [Соболев] создает картины «Религия и XX век» и «Правда о большой лжи», но ни проблемы религии — в первой из них, ни проблемы противостояния буржуазной и коммунистической идеологий — во второй не решены на уровне современных знаний. Фильмы о биологии пережили своё время, о социологии — остались в прошлом.
Обозреватель издания «Еженедельник 2000» Роман Барашев пишет о фильме:

Его [Соболева] последнее кинопроизведение с разоблачением насаждаемых США «свобод» и «демократий» (картина «На прицеле ваш мозг») увенчивает победный призыв к сопротивлению капиталистической пропаганде во всех её формах. «Империя внушений не всесильна! Она боится разума». И эти последние слова, сказанные зрителю великим советским киноэкспериментатором, звучат словно исповедальные: ведь самому Феликсу Михайловичу суждено было основательно потрудиться над укреплением этой проклятущей «империи внушений», правда, на другой её пропагандистской стороне — социалистической.
Журналист украинской газеты «Зеркало недели» А. Рутковский так отзывается о фильме Соболева:

Стоило ему [Соболеву] в конце пути задумать вненаучный разговор об имманентных идеологических преимуществах социализма над капитализмом («На прицеле ваш мозг», 1985), как им фатально был утрачен дар речи… Нет, он не был провидцем, но его экологические предостережения сбылись вскоре Чернобылем и актуальны поныне. А вот сравнение систем ему, как мы знаем, не удалось.

## Культурное влияние
- Согласно режиссёру фильма Виктору Олендеру[14], в первые годы независимости Украины местные политики приходили на «Киевнаучфильм», брали в архиве фильм «На прицеле ваш мозг» и по нему учились американским технологиям политической рекламы.
- В 2012 году в сети Интернет появился документальный фильм «Пропаганда» («Propaganda»), который был снят в Новой Зеландии[25]. В ноябре 2012 фильм демонстрировался на международном фестивале документальных фильмов (IDFA)[26]. Сценарий и закадровый текст этого фильма почти дословно совпадает с фильмом «На прицеле ваш мозг». Фильм был переведён на английский[27] и русский[28] языки.